# Ursula Lazarus
Ursula Lazarus (* 19. September 1942 in Baden-Baden) ist eine deutsche Politikerin (CDU). Sie war von 1992 bis 2011 Mitglied im baden-württembergischen Landtag.

## Leben und Beruf
Nach dem Abitur 1961 studierte Lazarus Mathematik und Physik in Freiburg und Innsbruck. 1968 schloss sie ihr Studium mit dem zweiten Staatsexamen ab. Anschließend war sie bis 1983 als Lehrerin am Tullagymnasium in Rastatt tätig. Danach war sie bis 1992 stellvertretende Schulleiterin am Windeck-Gymnasium in Bühl.

## Politik
1975 wurde Lazarus in den Gemeinderat von Baden-Baden gewählt. Dort hat sie seit 1989 auch den Vorsitz der CDU-Fraktion inne. 1977–1990 war sie Kreisvorsitzende der Frauen-Union, seit 1979 ist sie stellvertretende Vorsitzende des CDU-Kreisverbandes. 1992 wurde Lazarus in den Landtag von Baden-Württemberg gewählt, dem sie bis 2011 angehörte. Sie vertrat den Wahlkreis 33 (Baden-Baden) und war stellvertretende Vorsitzende des Finanzausschusses.

## Sonstiges Engagement
Bei der Baden-Badener Eberhard-Schöck-Stiftung ist Ursula Lazarus als Kuratorin tätig. Zudem ist sie Zweite Stellvertretende Vorsitzende im Rundfunkrat des SWR.